# ويليام ألفرد روبنسون
ويليام ألفرد روبنسون (بالإنجليزية: William Alfred Robinson)‏ هو نقابي وسياسي أسترالي وبريطاني (وحمل سابقاً جنسية المملكة المتحدة لبريطانيا العظمى وأيرلندا)، ولد في 1852، وتوفي في 23 يوليو 1927. حزبياً، نشط في حزب العمال الأسترالي (فرع جنوب أستراليا) ‏. وقد انتخب عضو مجلس جنوب أستراليا التشريعي عن دائرة Central District No. 1 (South Australian Legislative Council) ‏ وقد انضم خلال فترته النيابية (15 أبريل 1893 – )  للكتلة البرلمانية حزب العمال الأسترالي (فرع جنوب أستراليا) ‏.